# Semih Yuvakuran
Semih Yuvakuran (* 1. September 1963 in Bursa) ist ein ehemaliger türkischer Fußballspieler.

## Spielerkarriere

### Verein
Semih begann seine Karriere bei Bursaspor. Bereits nach einer Saison wechselte er zum Traditionsklub Galatasaray Istanbul. Bei Galatasaray wurde Semih zu einem der wichtigsten Spieler und gewann dort zweimal die türkische Meisterschaft. Zur Saison 1990/91 wechselte Semih Yuvakuran zum Erzrivalen Fenerbahçe Istanbul, dort konnte er nicht an die Erfolge anknüpfen wie zuvor bei Galatasaray. Yuvakuran beendete seine Karriere 1996 als Leihspieler bei Edirnespor. Semih Yuvakuran galt in den 80er-Jahren als einer der besten rechten Außenverteidiger in der Türkei.
Heute ist Semih Yuvakuran als Fußballexperte in diversen türkischen Fernsehsendern tätig.

### Nationalmannschaft
Semih Yuvakuran spielte für die Türkei 21 Spiele.

## Trainerkarriere
Nach seiner Karriere blieb Yuvakuran dem Fußball fern. 2004 übernahm er als erste Tätigkeit als Trainer Gebzespor. Zum Sommer 2011 übernahm er bei Denizlispor den Co-Trainerposten und assistierte hier Güvenç Kurtar.
Zum Sommer 2012 übernahm er in der turkmenischen Ýokary Liga den Verein FC Balkan aus der Balkanabat. Mit diesem Verein feierte er zum Saisonende die turkmenische Meisterschaft. Am 8. Dezember 2012 setzte sich sein Verein im Finale des Turkmenischen Fußballpokals mit 2:1 HTTU Aşgabat durch und erreichte damit das Double im turkmenischen Fußball.
Seit dem 1. August 2013 trainiert Yuvakuran den Viertligisten Sancaktepe Belediyespor.

## Erfolge

### Als Spieler
- Mit Galatasaray Istanbul
  - Türkische Meisterschaft: 1987, 1988
  - Türkischer Pokalsieger: 1985
  - Türkischer Fußball-Supercup: 1987, 1988
  - Başbakanlık Kupası: 1986, 1990, 1993
  - TSYD Kupası: 1988, 1995

### Als Trainer
- Mit FC Balkan
  - Turkmenische Meisterschaft: 2012
  - Turkmenischer Fußballpokal: 2012